# Johanna (brano musicale)
Johanna è una canzone del musical Sweeney Todd: The Demon Barber of Fleet Street di Stephen Sondheim.

## Interpreti storici
Nel debutto a Broadway del 1979 la canzone ed il ruolo di Anthony Hope furono assegnati all'attore e cantante canadese Victor Garber.
Tre anni dopo, in occasione delle riprese video del musical, il ruolo fu affidato a Cris Groenendaal.
Questa canzone fu affidata ad artisti del mondo del musical come Hugh Panaro, Howard McGillin, Davis Gaines, David Shannon e Anthony Warlow.
In "Sweeney Todd in concert" del 2001 la canzone fu affidata a Davis Gaines.
Nel film del 2007 Sweeney Todd - Il diabolico barbiere di Fleet Street di Tim Burton la canzone viene cantata da Jamie Campbell Bower, che ottenne il favore della critica.

## Nel musical
Anthony, innamoratosi di Johanna, le dedica questa canzone con cui le promette di liberarla dalle grinfie dello spregevole Giudice Turpin.
La canzone viene ripresa più volte nel corso del musical:
- Dal Giudice Turpin che la canta insieme con il Mea culpa
- Da Anthony e Sweeney Todd all'inizio del secondo Atto
- Dal giudice Turpin poco prima della sua morte

## La canzone
La canzone è la più famosa del musical e una delle più famose di Broadway.
Risulta gradevole e orecchiabile all'interno di un musical cupo con impostazione lirica come questo.